# 紐瓦克鎮區 (內布拉斯加州卡尼縣)
紐瓦克鎮區（英語：Newark Township）是位於美國內布拉斯加州卡尼縣的一個行政鎮區。

## 地方資料
紐瓦克鎮區的面積為60.33平方千米，皆為陸地。根據2020年美國人口普查的數據，當地共有人口204人，而人口密度為每平方千米3.38人。